# Maboye
Maboye est un village de la région du Centre du Cameroun, situé dans la commune de Dibang.
Maboye est limité au nord par les villages Dingombi et Ham ; au sud par le village Bomb ; à l'est par les villages Bibaya et Dikinop ; à l'ouest par les villages Matol, Badjob, Ngogngwas.

## Population et développement
En 1962, la population de Maboye était de 441 habitants. La population de Maboye était de 700 habitants dont 383 hommes et 317 femmes, lors du recensement de 2005.
Le village est compose de 5 grandes familles qui sont : Log Nwind, Log Bikong, Ndog Mot, Log Biem, Log Yimba.
Le chef du village est issu de la grande famille Log Nwind qui règne depuis l'existence du village.
Le chef est assisté dans son administration par un collège de 13 notables dont 5 sont des représentants directs de chacune des familles, et les 8 autres sont nommes par le chef du village.
Le chef est également entouré de plusieurs conseillers dont les avis sont requis pour des questions spécifiques.
Pour la bonne marche du village, le chef peut aussi consulter les sages qui constituent un groupe bien organisé et structuré, que l'on dénomme la « coutume ».
En cas de conflits ou litiges, le chef a la responsabilité d'arbitrer et de se prononcer. Sa décision fait autorité de la chose jugée.
Le village de Maboye est traversé par une route qui relie les arrondissements de Dibang et celui de Ngog-Mapubi. Des ruelles et pistes cacaoyères permettent le déplacement des populations, bien que toutes sont en mauvais états.
Ces populations bénéficient de électricité grâce au projet gouvernemental de l’électrification villageoise.
Les communications et les informations sont faites grâce aux réseaux téléphoniques Orange, MTN et Nextel. La télévision et la radio sont captées grâce au réseau hertzien.
Les principales activités sont l'agriculture, l’élevage, la pêche. La population est majoritairement jeune. Des motos sont utilisées au déplacement des personnes et des marchandises.